# Timiș-Triaj
Triaj este un cartier din municipiul Brașov